# NGC 496
NGC 496 je spirální galaxie v souhvězdí Ryb. Její zdánlivá jasnost je 13,4m a úhlová velikost 1,60′ × 0,9′. Je vzdálená 275 milionů světelných let, průměr má 130 000 světelných let. Galaxii objevil 12. září 1784 William Herschel.

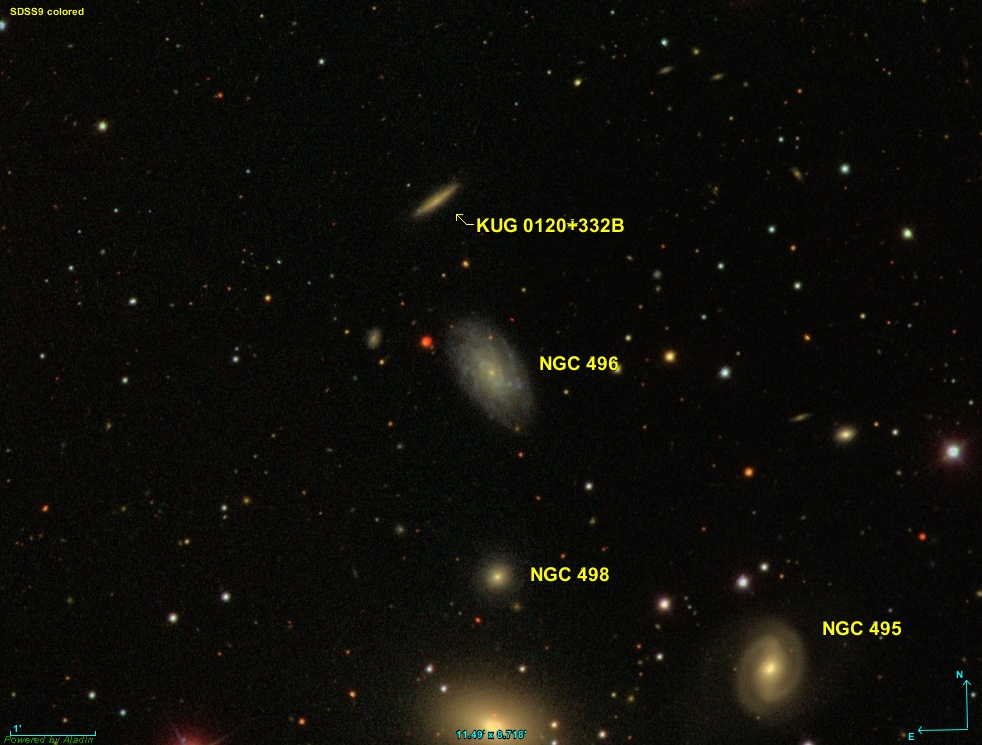
NGC 496 s NGC 495, NGC 498 (SDSS)